# تریپان آبی
تریپان آبی (به انگلیسی: Trypan blue) یک ترکیب شیمیایی با شناسه پاب‌کم ۵۹۰۴۲۴۶ است. که جرم مولی آن ۸۷۲٫۸۸ می‌باشد. 
از این ماده جهت بررسی نسبت سلولهای زنده به مرده در کشت های سلولی استفاده میشود . غشاء سلولهای مرده می توانند توسط این ماده شیمیایی به رنگ آبی تیره رنگ شوند و اما سلولهای زنده در برابر نفوذ این ماده به داخل غشاء سلولی مقاومت از خود نشان می دهد.